# Henry Strachey (1er baronnet)
Pour les articles homonymes, voir Henry Strachey.
Sir Henry Strachey, 1er baronnet (23 mai 1736-3 janvier 1810) est un fonctionnaire et homme politique britannique qui siège à la Chambre des communes pendant 39 ans, entre 1768 et 1807.

## Biographie

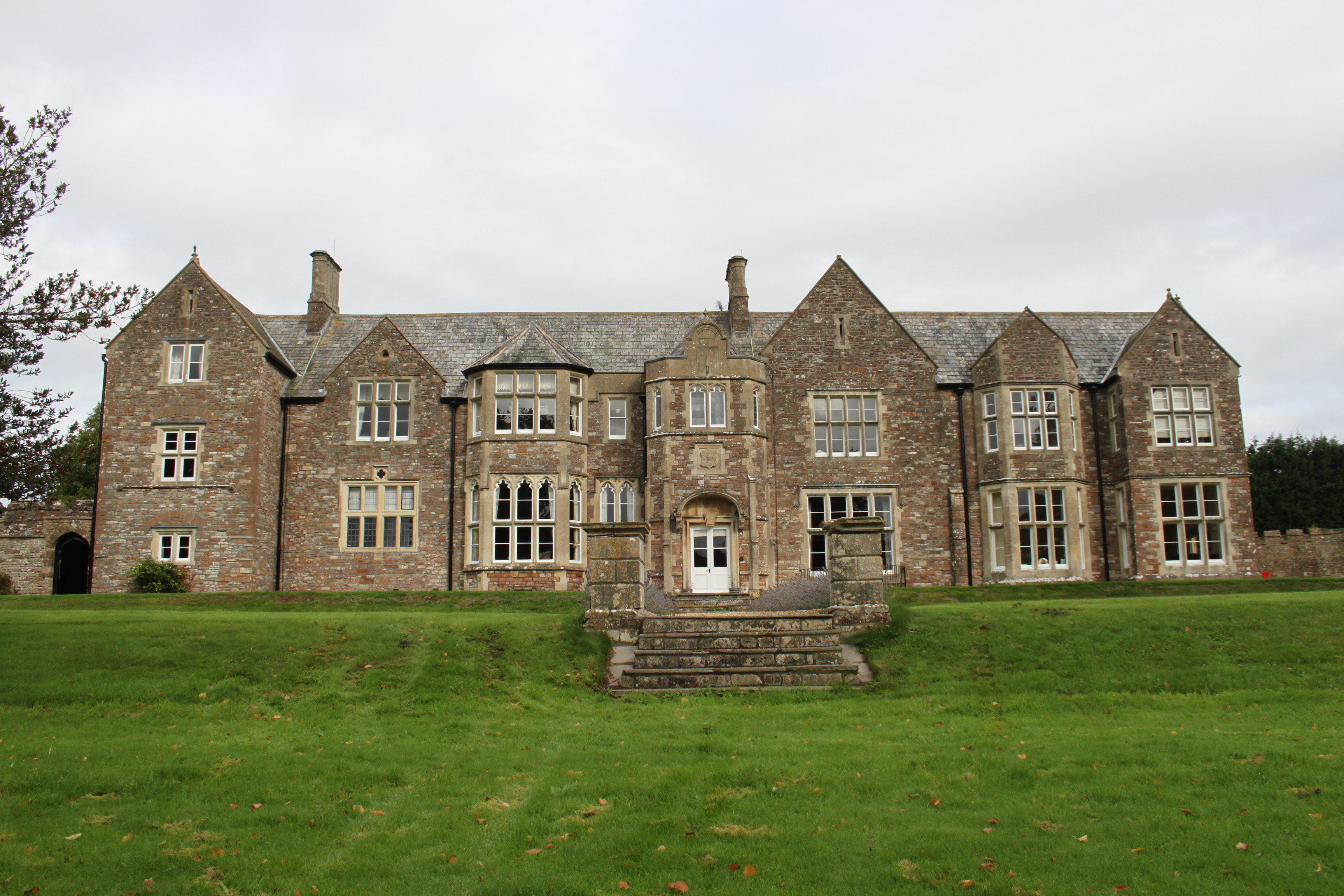
Sutton Court, Somerset

Il est le fils aîné d'Henry Strachey, de Sutton Court, Somerset, et de sa première épouse Helen, fille de Robert Clerk, un médecin écossais. Son grand-père est le géologue John Strachey et son arrière-grand-père John Strachey était un ami de John Locke .
Il est nommé secrétaire particulier de Robert Clive en Inde en 1762, poste qu'il occupe jusqu'en 1768, date à laquelle il est élu au Parlement pour Pontefract. Il siège dans cette circonscription jusqu'en 1774, puis représente Bishop's Castle de 1774 à 1778 et de 1780 à 1802, Saltash de 1778 à 1780 et East Grinstead de 1802 à 1807 . Il est greffier des livraisons de l'Ordnance de 1778 à 1780 et principal magasinier de l'Ordnance d'octobre 1780 à mai 1782 et après une interruption de nouveau en 1783-1784. Il sert sous le marquis de Rockingham comme secrétaire adjoint au Trésor en 1782 et sous le comte de Shelburne comme sous-secrétaire d'État adjoint pour le ministère de l'Intérieur de 1782 à 1783 .
Il prend part aux négociations de paix avec les colonies américaines à Paris en 1783 avec Richard Oswald représentant les Britanniques et John Jay, Johns Adams et Benjamin Franklin représentant les Américains. Cela a abouti au traité de Paris (1783). Il est ensuite maître de maison entre 1794 et 1810.
En 1801, il est créé baronnet de Sutton Court dans le comté de Somerset .
Il est décédé en janvier 1810, âgé de 72 ans, et a été remplacé comme baronnet par son fils aîné Henry .

## Famille
En 1770, Il épouse Jane, fille unique du capitaine John Kelsall (1702-1787), la veuve du capitaine Thomas Latham . Ils ont trois fils et une fille. Son deuxième fils, Edward Strachey, est le père de John Strachey, de l'explorateur Henry Strachey et du lieutenant-général Richard Strachey et le grand-père de Lytton Strachey, James Strachey, Oliver Strachey et Dorothy Bussy. Parmi ses descendants, figurent l'homme politique libéral Edward Strachey (1er baron Strachie), le journaliste John Strachey et l'homme politique travailliste John Strachey. Lady Strachey est décédée le 12 février 1824 .